# 495 Eulalia
495 Eulalia este un asteroid din centura principală, descoperit pe 25 octombrie 1902, de Max Wolf.